# Antoine Vechte
Antoine Vechte (o Wechte) (Vicq-sous-Thil, Côte-d'Or, 1799–Avallon, Yonne, 30 de agosto de 1868) fue un orfebre francés. Fue uno de los mejores plateros franceses del siglo XIX.

## Biografía
Se inició como fundidor y cincelador, hasta que en 1835 se pasó a la platería bajo la influencia del escultor Jean-Jacques Feuchère. Alcanzó tal maestría que algunas de sus piezas fueron tomadas por plata renacentista, pero entonces pasó a firmar sus obras. Consiguió una clientela selecta, como el duque de Luynes. También trabajó para otros plateros de categoría, como François-Désiré Froment-Meurice y Carl Wagner. Tras la revolución de 1848 se estableció en Londres, donde trabajó en Hunt & Roskell elaborando objetos de plata. Participó en la Gran Exposición de Londres de 1851, así como en otras exposiciones universales. En 1861 se retiró y volvió a su país.